# Frösthults socken
Frösthults socken i Uppland ingick i Simtuna härad, ingår sedan 1971 i Enköpings kommun i Uppsala län och motsvarar från 2016 Frösthults distrikt.
Socknens areal är 23,28 kvadratkilometer, varav 23,15 land. År 2000 fanns här 253 invånare. Kyrkbyn Frösthult med sockenkyrkan Frösthults kyrka ligger i socknen. 

## Administrativ historik
Frösthults socken omtalas i skriftliga handlingar första gången 1302 ('Deinde Frøstolft').
Vid kommunreformen 1862 övergick socknens ansvar för de kyrkliga frågorna till Frösthults församling och för de borgerliga frågorna till Frösthults landskommun. Landskommunens inkorporerades 1952 i Fjärdhundra landskommun som 1971 uppgick i Enköpings kommun då området också överfördes från Västmanlands län till Uppsala län.  Församlingen uppgick 2006 i Fjärdhundra församling.
1 januari 2016 inrättades distriktet Frösthult, med samma omfattning som församlingen hade 1999/2000.  
Socknen har tillhört län, fögderier, tingslag och domsagor enligt vad som beskrivs i artikeln Simtuna härad.  De indelta soldaterna tillhörde Västmanlands regemente, Väsby och Salbergs kompanier och Livregementets grenadjärkår, Östra Västmanlands kompani.

## Geografi
Frösthults socken ligger nordväst om Enköping med Örsundaån i öster. Socknen är en slättbygd med viss skogsbygd i väster.
Inom socknen ligger byn Gästre. Inom historisk vetenskap förekommer en strid huruvida det var här slaget vid Gestilren stod 1210. Enligt gamla Fjärdhundra kontrakts kyrkoarkiv har i socknen funnits en by "Gestillreen/Gästillreen".

## Fornlämningar

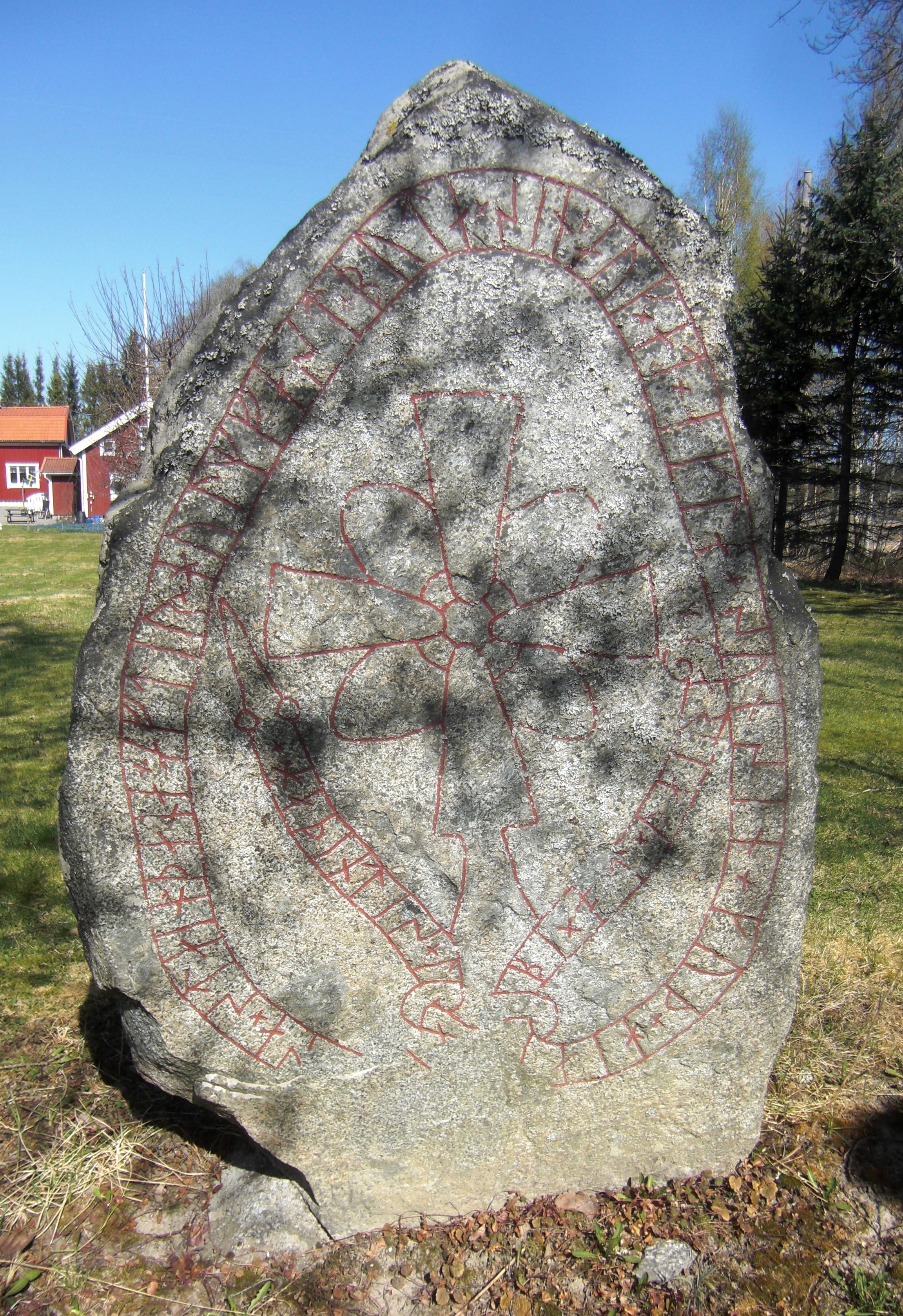
Runstenen U 1151.

Från bronsåldern finns många skärvstenshögar samt spridda stensättningar. Från äldre järnåldern finns cirka tio gravfält. Två runstenar finns.

## Namnet
Namnet (1344 Frøstolpt) har förleden Frö och efterleden tolft, 'grupp om tolv' syftande på ett område som skall ställa upp tolv ledungsmän.